# Communicationssprache

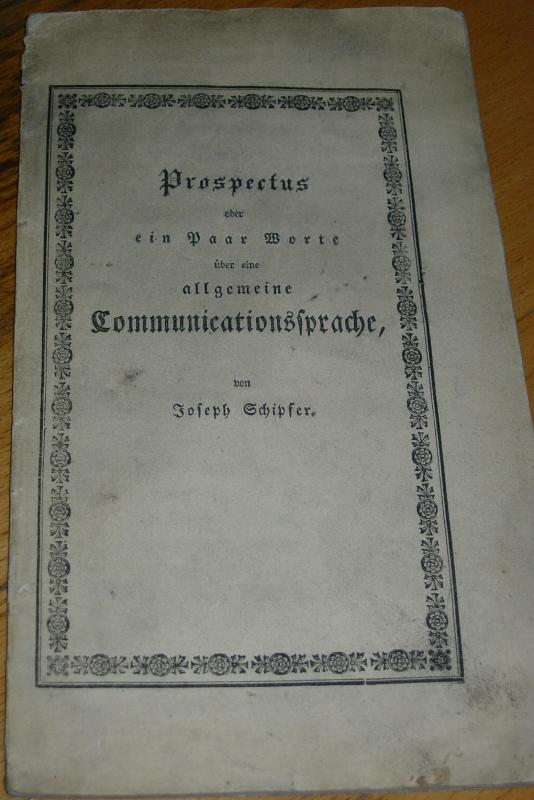
De omslag van Versuch einer Grammatik für eine Allgemeine Communications- oder Weltsprache

Communicationssprache, ook bekend onder vertalingen van deze naam, zoals Universal Glot, Weltsprache en Komuniklingvo, is een van de oudste internationale hulptalen en daarmee een vroege voorloper van het Esperanto. De taal werd in 1839 te Wiesbaden gepubliceerd door Joseph Schipfer (1761-1843). 
De taal was vooral gebaseerd op het Frans, waarmee uitdrukking werd gegeven aan het in de tijd van Schipfer levende beeld dat het Frans een wereldtaal was; zo'n veertig jaar later zou het Volapük het Engels als uitgangspunt kiezen. Ook in een ander opzicht is het project een product van de tijdgeest: met de uitvinding van de spoorwegen en stoomschepen zag men grotere mogelijkheden voor internationale communicatie; Schipfer zag voor zijn project een rol weggelegd op deze "nieuwe reismiddelen".

## Grammatica
Communicationssprache is gebaseerd op een vereenvoudigde vorm van het Frans, dat volgens Schipfer algemeen gekend was onder de beter opgeleiden van zijn tijd, met een aangepaste spelling. Kenmerkende eigenschappen zijn:
- geen lidwoorden;
- bijvoeglijke naamwoorden worden niet verbogen;
- trappen van vergelijking: -ior en -iost;
- bijwoorden worden gevormd door -ly;
- bezittelijke voornaamwoorden op -a;
- infinitieven op -er;
- zelfstandige naamwoorden worden verbogen;
- zelfstandige naamwoorden worden net als in het Duits met een hoofdletter geschreven.

## Voorbeeld
Het Onzevader:
No Pera, wia ete Cielu
ta Noma sanctiferii;
ta Royoma Ais arrivii;
ta volonta färerii
com Cielu änsi Terru.
Donne Ais noa Päno quotidien;
pardonne Ais noa offansos,
com pardonnas Aos offanding;
non permette que succombias tantationi;
mä delivre Aos malu.
De getallen 1-10:
| 1   | 2   | 3    | 4      | 5     | 6     | 7     | 8    | 9    | 10  |
| --- | --- | ---- | ------ | ----- | ----- | ----- | ---- | ---- | --- |
| una | dua | tria | quatra | quina | sesta | setta | otta | nona | dia |